# نيديا كوينتيرو طربيه
نيديا كوينتيرو طربيه (من مواليد 28 أغسطس 1932م) هي الزوجة السابقة لرئيس كولومبيا الخامس والعشرين، خوليو سيزار طربيه أيالا، حيث شغلت منصب السيدة الأولى لكولومبيا منذ عام 1978م حتى عام 1982م عندما كانا لا يزالان متزوجين.
هي أيضًا رئيسة مؤسسة التضامن لكولومبيا وهي منظمة غير ربحية مكرسة لتحسين حالة الأسر الكولومبية الفقيرة من خلال البرامج التعليمية والتغذوية للأطفال والمعاقين والفقراء.

## حياتها الشخصية
ولدت في 28 أغسطس عام 1932م في نيفا، هويلا وهي ابنة خورخي كوينتيرو سيسبيديس وأداليا طربيه أيالا. من أصول لبنانية وباسك، حيث عاشت في نيفا حتى وفاة والدها ثم انتقلت إلى بوغوتا للدراسة في مدرسة أنطونيا سانتوس الوطنية للسيدات في 18 مايو عام 1948م.
تزوجت من خالها خوليو سيزار طربيه أيالا، ضد رغبة عائلتها، في حفل سري روماني كاثوليكي في كنيسة سانتا تيريسيتا في بوغوتا. حيث من زواجهما أنجبا أربعة أطفال، جوليو سيزار، ديانا كونسويلو، كلوديا و ماريا فيكتوريا. طَلقت زوجها في عام 1983 بعد انتهاء فترة رئاسته لكولومبيا وأنتهاء فترتها كسيدة أولى ثم تزوجت في العام التالي في عام 1984م من غوستافو بالكازار مونزون، حيث تم إلغاء زواجها من الرئيس السابق طربيه أيالا من قبل الكنيسة الكاثوليكية عام 1986م.

## وسام الشرف
إسبانيا: سيدة الصليب الأكبر للرهبنة الملكية لإيزابيلا الكاثوليكية